# آندا (خواننده)
آندا (به انگلیسی: Anda) با نام اصلی وون مین-جی (به انگلیسی: Won Min-ji) (زاده ۵ فوریهٔ ۱۹۹۱) خواننده، ترانه‌سرا اهل کره جنوبی است.